# رشید نقروز
رشید نقروز (عربی: رشيد النقروز؛ زادهٔ ۱۰ آوریل ۱۹۷۲) یک بازیکن فوتبال اهل مراکش بوده است.
وی در تیم ملی فوتبال مراکش ۵۲ بازی انجام داده است و عضو این تیم در جام جهانی فوتبال ۱۹۹۴ و ۱۹۹۸ بوده است.